# WWE News
WWE News è stata una trasmissione televisiva italiana a tema wrestling riguardante la World Wrestling Entertainment, andata in onda su Sportitalia dal 2004 al 2009 e condotta da Stefano Benzi.

## Formato
Grazie alla visione di spezzoni delle puntate di Raw e SmackDown, WWE News puntava a trattare in maniera approfondita ciò che accadeva nel mondo della World Wrestling Entertainment.
Nel corso degli anni, diversi lottatori sono stati intervistati in studio durante i tour della federazione in Italia (Batista, John Cena, Kane, Rey Mysterio).

## Chiusura
Nel novembre del 2009 Stefano Benzi ha annunciato che WWE News sarebbe stato sospeso a tempo indeterminato a causa del suo addio a Sportitalia; da allora il programma non è stato mai più ripreso.

## Sito ufficiale
Nel novembre del 2008 è stato inaugurato il sito ufficiale della World Wrestling Entertainment in lingua italiana, curato da Stefano Benzi e da altri giornalisti di Sportitalia; l'Italia divenne così il primo ed unico paese al mondo, al di fuori degli Stati Uniti, ad avere un sito ufficiale della WWE nella sua lingua materna.
In seguito alla cancellazione del programma nel novembre del 2009, è terminata anche la collaborazione con la WWE per il sito italiano.